# Brad Marchand
Bradley Kevin Marchand (* 11. května 1988, Hallifax) je kanadský profesionální hokejový pravý křídelník momentálně hrající za tým Florida Panthers v NHL. Boston Bruins si ho vybrali jako číslo 71 na draftu v roce 2006. 21. října 2009 si zahrál svůj první zápas v NHL, za Bruins proti Nashville Predators. Marchand reprezentoval Kanadu na Mistrovství světa juniorů v letech 2007 a 2008.

## Ocenění a úspěchy
- 2007 QMJHL – Nejlepší střelec v playoff
- 2007 QMJHL – Nejlepší nahrávač v playoff
- 2007 QMJHL – Nejproduktivnější hráč v playoff
- 2009 AHL – Nejlepší nováček měsíce ledna 2009
- 2016 MS – Top tří nejlepších hráčů v týmu
- 2017 NHL – All-Star Game
- 2017 NHL – První All-Star Tým
- 2018 NHL – All-Star Game
- 2019 NHL – Druhý All-Star Tým
- 2019 NHL – Nejproduktivnější hráč v playoff
- 2020 NHL – Druhý All-Star Tým
- 2021 NHL – První All-Star Tým

## Prvenství
- Debut v NHL – 21. října 2009 (Boston Bruins proti Nashville Predators)
- První asistence v NHL – 21. října 2009 (Boston Bruins proti Nashville Predators)
- První gól v NHL – 3. listopadu 2010 (Buffalo Sabres proti Boston Bruins, švédskému brankáři Jhonas Enroth)
- První hattrick v NHL – 23. prosince 2011 (Boston Bruins proti Florida Panthers)

## Klubové statistiky
| Sezóna       | Klub               | Soutěž       |      | Základní část | Základní část | Základní část | Základní část | Základní část |    | Play off | Play off | Play off | Play off | Play off |
| Sezóna       | Klub               | Soutěž       | Z    | G             | A             | B             | TM            | Z             | G  | A        | B        | TM       |          |          |
| 2004/2005    | Moncton Wildcats   | QMJHL        | 61   | 9             | 20            | 29            | 52            | 11            | 1  | 0        | 1        | 7        |          |          |
| 2005/2006    | Moncton Wildcats   | QMJHL        | 68   | 29            | 37            | 66            | 83            | 20            | 5  | 14       | 19       | 34       |          |          |
| 2006/2007    | Val-d'Or Foreurs   | QMJHL        | 57   | 33            | 47            | 80            | 108           | 20            | 16 | 24       | 40       | 36       |          |          |
| 2007/2008    | Val-d'Or Foreurs   | QMJHL        | 33   | 21            | 23            | 44            | 36            | —             | —  | —        | —        | —        |          |          |
| 2007/2008    | Halifax Mooseheads | QMJHL        | 26   | 10            | 19            | 29            | 40            | 14            | 3  | 16       | 19       | 18       |          |          |
| 2008/2009    | Providence Bruins  | AHL          | 79   | 18            | 41            | 59            | 67            | 16            | 7  | 8        | 15       | 26       |          |          |
| 2009/2010    | Providence Bruins  | AHL          | 34   | 13            | 19            | 32            | 51            | —             | —  | —        | —        | —        |          |          |
| 2009/2010    | Boston Bruins      | NHL          | 20   | 0             | 1             | 1             | 20            | —             | —  | —        | —        | —        |          |          |
| 2010/2011    | Boston Bruins      | NHL          | 77   | 21            | 20            | 41            | 51            | 25            | 11 | 8        | 19       | 40       |          |          |
| 2011/2012    | Boston Bruins      | NHL          | 76   | 28            | 27            | 55            | 87            | 7             | 1  | 1        | 2        | 2        |          |          |
| 2012/2013    | Boston Bruins      | NHL          | 45   | 18            | 18            | 36            | 27            | 22            | 4  | 9        | 13       | 21       |          |          |
| 2013/2014    | Boston Bruins      | NHL          | 82   | 25            | 28            | 53            | 64            | 12            | 0  | 5        | 5        | 18       |          |          |
| 2014/2015    | Boston Bruins      | NHL          | 77   | 24            | 18            | 42            | 95            | —             | —  | —        | —        | —        |          |          |
| 2015/2016    | Boston Bruins      | NHL          | 77   | 37            | 24            | 61            | 90            | —             | —  | —        | —        | —        |          |          |
| 2016/2017    | Boston Bruins      | NHL          | 80   | 39            | 46            | 85            | 81            | 6             | 1  | 3        | 4        | 6        |          |          |
| 2017/2018    | Boston Bruins      | NHL          | 68   | 34            | 51            | 85            | 63            | 12            | 4  | 13       | 17       | 16       |          |          |
| 2018/2019    | Boston Bruins      | NHL          | 79   | 36            | 64            | 100           | 96            | 24            | 9  | 14       | 23       | 14       |          |          |
| 2019/2020    | Boston Bruins      | NHL          | 70   | 28            | 59            | 87            | 82            | 13            | 7  | 5        | 12       | 2        |          |          |
| 2020/2021    | Boston Bruins      | NHL          | 53   | 29            | 40            | 69            | 46            | 11            | 8  | 4        | 12       | 12       |          |          |
| 2021/2022    | Boston Bruins      | NHL          | 70   | 32            | 48            | 80            | 97            | 7             | 4  | 7        | 11       | 10       |          |          |
| 2022/2023    | Boston Bruins      | NHL          | 73   | 21            | 46            | 67            | 74            | 7             | 4  | 6        | 10       | 2        |          |          |
| 2023/2024    | Boston Bruins      | NHL          | 82   | 29            | 38            | 67            | 78            | 11            | 3  | 7        | 10       | 16       |          |          |
| Celkem v NHL | Celkem v NHL       | Celkem v NHL | 1029 | 401           | 528           | 929           | 1051          | 157           | 56 | 82       | 138      | 159      |          |          |

## Reprezentace
| Rok                       | Tým                       | Soutěž                    | Z  | G  | A  | B  | TM |
| ------------------------- | ------------------------- | ------------------------- | -- | -- | -- | -- | -- |
| 2005                      | Kanada Atlantik 17        | WHC-17                    | 6  | 5  | 6  | 11 | 10 |
| 2005                      | Kanada 18                 | SP-18                     | 5  | 2  | 2  | 4  | 16 |
| 2007                      | Kanada 20                 | MSJ                       | 6  | 2  | 0  | 2  | 2  |
| 2008                      | Kanada 20                 | MSJ                       | 7  | 4  | 2  | 6  | 4  |
| 2016                      | Kanada                    | MS                        | 10 | 4  | 3  | 7  | 10 |
| 2016                      | Kanada                    | SP                        | 6  | 5  | 3  | 8  | 8  |
| Juniorská kariéra celkově | Juniorská kariéra celkově | Juniorská kariéra celkově | 25 | 13 | 10 | 23 | 32 |
| Seniorská kariéra celkově | Seniorská kariéra celkově | Seniorská kariéra celkově | 16 | 9  | 6  | 15 | 18 |